# Grotesque (švédská hudební skupina)
Grotesque (česky Groteskní) byla švédská kultovní death metalová kapela založená roku 1988 Kristianem Wåhlinem (vulgo Necrolord) ve švédském Göteborgu. Hrála death metal s příměsí blacku. V letech 1988–1990 vydala 3 dema a 1 EP. Poté zanikla, členové založili kapely At the Gates (jedna z prvních skupin hrajících melodic death metal) a Liers in Wait.
V roce 1997 vyšla díky švédské firmě Black Sun Records kompilační deska In the Embrace of Evil, která obsahovala EP Incantation plus několik bonusových skladeb.
Kapela se v roce 2007 dala krátce dohromady pro koncertní akci 26. ledna ve Stockholmu (křest knihy Daniela Ekerotha Swedish Death Metal).

## Logo
Logo kapely je stěží čitelné a vévodí mu dva obrácené kříže, jeden je vsunut do písmene O a druhý do písmene Q.

## Diskografie

### Dema
- Ripped from the Cross (1988)
- The Black Gate Is Closed (1989)
- Rehearsal demo (1989)

### EP
- Incantation (1990)

### Kompilace
- In the Embrace of Evil (1997)[1]